# Charles Pellat
Charles Pellat (28 de septiembre de 1914 - 28 de octubre de 1992) fue un arabista francés, miembro de la Académie des Inscriptions et Belles-Lettres y editor de la Encyclopaedia of Islam.

## Vida
Nació en Souk Ahras, Argelia. Fue profesor de árabe en el Liceo Louis-le-Grand desde 1947 hasta 1951, en el Institut National des Langues et Civilisations Orientales desde 1951 hasta 1956, y en La Sorbona desde 1956 hasta 1978. En 1984 se convirtió en uno de los miembros de la Académie des Inscriptions et Belles-Lettres. Charles Pellat tradujo múltiples obras escritas por al-Jāḥiẓ (781-869) al francés.

## Obra
- (ed.) Description de l'Occident musulman au IVe-Xe siècle by Al-Muqaddasi
- (tr. from Italian) La Littérature arabe des origines à l'époque de la dynastie umayyade: leçons professées en arabe de Carlo Alfonso Nallino. Paris: Maisonneuve, 1950.
- (tr. from Arabic) Le livre des avares by al-Jāḥiẓ. Paris: Maisonneuve, 1951.
- L'arabe vivant. Mots arabes groupes d'apres le sens et vocabulaire fondamental de l'arabe moderne, Paris, 1952.
- Langue et littérature arabes, Paris: Colin, 1952.
- Le milieu baṣrien et la formation de Ǧāḫiẓ, Paris: Adrien-Maisonneuve, 1953,
- (tr. from Arabic) Le livre de la couronne: Kitāb at-tāǧ (fī ạḫlāq al-mulūk) by al-Jāḥiẓ. Paris: Société d'édition "Les belles lettres", 1954.
- (ed.) Le Kitāb at-tarbīʿ wa-t-tadwīr de Ğāḥiẓ by al-Jāḥiẓ. Damascus: Institut franc̜ais de Damas, 1955.
- Textes berbères dans le parler des Ait Seghrouchen de la Moulouya, Paris: Larose, 1955.
- Livre des mulets by al-Jāḥiẓ. Cairo: Muṣṭafā al-Bābī al-Ḥalabī, 1955.
- Introduction a l'arabe moderne, Paris: Librairie D'Amerique et D'Orient, Adrien-Maisonneuve, 1961.
- (ed.) Le calendrier de Cordoue by Abu-'l-Ḥasan ʿArīb Ibn-Saʿd al-Kātib al-Qurṭubī. New edition of the first impression, 1873. Leiden: Brill, 1961.
- (ed. with Claude Cahen) Études arabes et islamiques : actes du XXIXe Congrès international des orientalistes , Paris: L'Asiathèque, 1975   .
- Etudes sur l'histoire socio-culturelle de l'Islam, VIIe-XVe s., London: Variorum reprints, 1976.
- (tr.) Conseilleur du calife by Ibn al-Muqaffa'. Paris: G.-P. Maisonneuve et Larose, 1976.
- Textes arabes relatifs à la dactylonomie, Paris: Maisonneuve & Larose, 1977.
- (ed.) Cinq calendries égyptiens, Cairo: Inst. français d'archéologie orientale, 1986.
- [Anon.], 'Liwât', in The Encyclopaedia of Islam. Republished annotated by Arno Schmitt, in A. Schmitt & Jehoaeda Sofer, eds., Sexuality; Eroticism Among Males in Muslim Societies, 1995.